# Joseph Leopold Eybler
Joseph Leopold Edler von Eybler (8 de febrero de 1765, Schwechat cerca de Viena - 24 de julio de 1846, Viena) fue un compositor austríaco, conocido hoy quizás más por su amistad con Mozart que por su propia música. 

## Biografía
Eybler nació en una familia de músicos. Su padre era maestro, director de coro y amigo de la familia Haydn. Joseph Eybler estudió música con su padre antes de recibir clases en Stephansdom (Colegio de Niños de la Catedral de San Esteban) en Viena. Estudió composición con Johann Georg Albrechtsberger, quien declaró que Eybler era el mayor genio de la música que había en Viena, aparte de Mozart. También recibió elogios de Haydn, que era su amigo, primo lejano y mecenas. 
En 1792 se convirtió en director de coro en la Karmeliterkirche (iglesia carmelita) de Viena. Dos años más tarde se mudó a Schottenkloster, donde habitó durante treinta años (1794-1824). Eybler también ocupó algunos puestos en la corte, incluido el de Kapellmeister (maestro de capilla) (1824-1833). La emperatriz María Teresa le encargó numerosas obras, incluyendo el Réquiem en do menor (1803).

## Amistad con Mozart
A través de Joseph Haydn, Eybler encontró a Mozart, quien le dio algunas lecciones. Además, Eybler interpretó como violinista la ópera Così fan tutte. 
La amistad entre Mozart y Eybler se mantuvo hasta el final. Como Eybler escribió: "He tenido la suerte de mantener su amistad sin reservas hasta que murió, y levantándolo, atendiéndolo y ayudando a la enfermera durante su última y dolorosa enfermedad". 
Tras la muerte de Mozart, Constanze Mozart pidió a Eybler que completase el réquiem de su marido. Eybler lo intentó pero no pudo completar la obra quizás, como se piensa, debido al gran respeto que sentía por la música de Mozart (Franz Xaver Süssmayr completó la tarea).

## Últimos años
En 1833, Eybler sufrió un derrame cerebral, mientras dirigía el Réquiem de Mozart y, posteriormente, no pudo cumplir con sus funciones en la Corte. Por sus servicios a la Corte, Eybler se elevó a la nobleza en 1835 y en adelante fue conocido como Joseph Leopold, Edler von Eybler. Murió en 1846. 

## Obras
Las principales composiciones de Eybler son de música sacra, entre ellas oratorios, misas, cantatas, ofertorios, graduales, y un réquiem. Entre sus otras obras se incluyen una ópera, música instrumental (en especial, quintetos de cuerda), y canciones. 
El Concierto para clarinete, una de sus mejores obras, fue escrita probablemente para el clarinetista Anton Stadler. Dieter Klöcker realizó una grabación de este concierto para el sello discográfico Novalis.